# Tripteridia
Tripteridia là một chi bướm đêm thuộc họ Geometridae.

## Các loài
- Tripteridia acroscotia
- Tripteridia albimixta
- Tripteridia barbata
- Tripteridia caesiata
- Tripteridia cavilinea
- Tripteridia commixtilinea
- Tripteridia conquadrata
- Tripteridia decens
- Tripteridia dilopha
- Tripteridia dinosia
- Tripteridia dympna
- Tripteridia dystacta
- Tripteridia ectocosma
- Tripteridia eusemozona
- Tripteridia euthynsis
- Tripteridia expectans
- Tripteridia fletcheri
- Tripteridia fulgurans
- Tripteridia hypocalypsis
- Tripteridia infantilis
- Tripteridia latistriga
- Tripteridia leucocarpa
- Tripteridia monochasma
- Tripteridia ni
- Tripteridia novella
- Tripteridia novenaria
- Tripteridia olivaceata
- Tripteridia parvipennata
- Tripteridia recessilinea
- Tripteridia rotundata
- Tripteridia scotochlaena
- Tripteridia stabilis
- Tripteridia subcomosa
- Tripteridia synclinogramma
- Tripteridia thaumasia
- Tripteridia transsecta
- Tripteridia vinosa
- Tripteridia viridisecta